# الماس شرق
مرکز خرید الماس شرق یا الماس شرق مال مرکز خریدی در شهر مشهد واقع منطقه تجاری گردشگری سپاد خراسان واقع شده‌است که این منطقه بازارهای بزرگ کاوه و خیام نیز واقع شده‌است. الماس شرق در سال ۱۳۸۴ در مساحت ۳۰۰۰۰ هزار متر مربع بازگشایی شد. زیر بنا این مرکز خرید ۱۱۰۰۰۰ متر مربع است و شش طبقه تجاری دارد. الماس شرق بزرگ‌ترین مرکز خرید شرق ایران است.
الماس شرق در شش طبقه با شرفیت شامل ۱۲۰۰ باب واحد تجاری بنا شده‌است و نمایی از معماری مدرن و اسلامی دارد. واحدهای این مرکز خرید شامل انواع لوازم خانگی، ظروف و کریستال، کامپیوتر، تلفن همراه، صنایع دستی و کیف، کفش و لباس، بازار چینی‌ها، چندین نمایندگی‌های معتبر لوازم خانگی، پنج شعبه بانک، آژانس‌های هواپیمایی و یک طبقه بخش اداری نیز می‌باشد. می‌باشند. 
این مجتمع دارای پارکینگی با ظرفیت ۱۳۰۰ خودرو نیز می‌باشد. سرای غذا آن دارای کافی شاپ، رستوران ایرانی و بین‌المللی، فست فود می باشد. الماس شرق دارای یک شهربازی سرپوشیده، آکواریوم و آب‌نما، بانجی جامپینگ، نمازخانه و سالن اجتماعات می باشد. الماس شرق توسط امیر نعمتی طراحی و اجرا شده‌است.
فروشگاه زنیث که یکی از معروفترین گجت فروشی های ایران است در این مجتمع واقع شده

## مشخصات مجتمع
- مساحت زمین: حدود ۲۸٬۰۰۰ متر مربع

مجتمع الماس شرق مشهد

- سطح زیر بنای مجتمع:۱۱۰٬۰۰۰ متر مربع
- سطح محوطه و فضای باز مجتمع: حدود ۳۳۰۰۰ متر مربع
- تأسیسات برودتی و حرارتی: در داخل واحدهای تجارتی با استفاده از فن کویل و در فضای عمومی مجتمع به وسیلهٔ هواساز و مبرد آن ابزربشن می‌باشد.
- پارکینگ طبقاتی: با مساحتی بالغ بر ۳۱۰۰۰ متر مربع در ۵ طبقه مجاور مجموعه منظور گردیده‌است که به وسیلهٔ پل و تونل مستقیماً به مجموعه ارتباط دارد و گنجایش ۱۵۰۰ دستگاه خودرو را دارا می‌باشد. در این پارکینگ ۲ دستگاه آسانسور جهت جابجایی افراد در طبقات پیش‌بینی و نصب گردیده‌است.
- نوع نماسازی و پوشش سقف: با تلفیق سبک‌های سنتی و مدرن به صورت ترکیبی شیشه، سنگ بایرامیکس و الکوباند می‌باشد.
- نوع سازه: سازه این مجتمع به صورت ترکیبی از بتن و فلز اجرا گردیده‌است.[۳][۴][۵]

این مجتمع تجاری تا حرم چیزی در حدود ۲۰ دقیقه البته با ماشین فاصله دارد. برخی از هتل‌های معروف مشهد مانند هتل درویشی، هتل حیات شرق و چند هتل دیگر سرویس رایگان رفت و آمد به این مرکز خرید دارند.